# Belmond
Belmond és una població dels Estats Units a l'estat d'Iowa. Segons el cens del 2000 tenia 2.560 habitants.

## Demografia
Segons el cens del 2000, Belmond tenia 2.560 habitants, 1.119 habitatges, i 675 famílies. La densitat de població era de 346,8 habitants per km².
Dels 1.119 habitatges en un 26,6% hi vivien nens de menys de 18 anys, en un 51,6% hi vivien parelles casades, en un 6,7% dones solteres, i en un 39,6% no eren unitats familiars. En el 36,6% dels habitatges hi vivien persones soles el 21,4% de les quals corresponia a persones de 65 anys o més que vivien soles. El nombre mitjà de persones vivint en cada habitatge era de 2,22 i el nombre mitjà de persones que vivien en cada família era de 2,9.
Per edats la població es repartia de la següent manera: un 23% tenia menys de 18 anys, un 6,8% entre 18 i 24, un 23,3% entre 25 i 44, un 21,8% de 45 a 60 i un 25,1% 65 anys o més.
L'edat mediana era de 43 anys. Per cada 100 dones de 18 o més anys hi havia 82,3 homes.
La renda mediana per habitatge era de 32.841 $ i la renda mediana per família de 43.393 $. Els homes tenien una renda mediana de 30.270 $ mentre que les dones 20.664 $. La renda per capita de la població era de 17.317 $. Entorn del 2,6% de les famílies i el 5,7% de la població estaven per davall del llindar de pobresa.

## Poblacions més properes
El següent diagrama mostra les poblacions més properes.